# Chez Victoire
 (septembre 2012).
Si vous disposez d'ouvrages ou d'articles de référence ou si vous connaissez des sites web de qualité traitant du thème abordé ici, merci de compléter l'article en donnant les références utiles à sa vérifiabilité et en les liant à la section « Notes et références ».
Victoire Bonnot
Chez Victoire était prévue initialement pour être une série de téléfilms français produite par Jean-Pierre Dusséaux et Sydney Gallonde (VAB Production) qui prenait la suite de la série Victoire Bonnot.
Tourné en 2012, le premier et unique épisode n'est diffusé sur M6 qu'en 2015.

## Synopsis
Victoire Bonnot est depuis plusieurs années conseillère principale d'éducation dans différents lycées. En ayant assez de son train-train, elle fait le choix de tout plaquer et de démissionner pour se retrouver en responsable de la récolte, dans un domaine viticole.

## Distribution
- Valérie Damidot : Victoire Bonnot
- Roxane Damidot : Emma Bonnot
- Lucas Mercier : Arthur Bonnot
- Marie-Christine Adam : Madeleine Puybarrel
- Hubert Koundé : Karl
- Pascal Demolon : Gérard
- Zita Hanrot : Iris
- Adèle Choubard : Jessica
- Aïmen Derriachi : Jonathan
- Alexandre Achdjian : Kevin
- Olivier Mag : Philippe
- Arnaud Gidoin : Charmensat

## Épisodes

### Épisode 1:Nouvelle vie
- Réalisateur : Vincenzo Marano
- Tournage : du 9 juillet au 3 août 2012, réalisé à Angoulême, Blanzac et Roullet-Saint-Estèphe[1].
- Diffusion : 12 août 2015
- Audience : 1 549 000
- Contre toute attente, trois ans après le tournage, M6 diffuse le 12 août 2015 ce qui devait être le pilote de sa nouvelle série, quelques semaines après l'annonce du départ de Valérie Damidot pour NRJ12[2].